# Jean Roatta
 (juin 2021).
Si vous disposez d'ouvrages ou d'articles de référence ou si vous connaissez des sites web de qualité traitant du thème abordé ici, merci de compléter l'article en donnant les références utiles à sa vérifiabilité et en les liant à la section « Notes et références ».
Jean Roatta, né le 13 décembre 1941 à Marseille (Bouches-du-Rhône), est un homme politique français.

## Biographie

### Enfance et formation
Il est le 13 décembre 1941 à Marseille.
Titulaire d'un brevet technique de l'École d'électricité industrielle de Marseille.

### Carrière
En 1993, il est nommé président de l'Observatoire des télécommunications dans la ville en remplacement de Bernard Schreiner.
Il est élu député le 16 juin 2002, pour la XIIe législature (2002-2007), dans la 3e circonscription des Bouches-du-Rhône. Il fait partie du groupe UMP.
Il est membre du groupe d'études sur la question du Tibet de Assemblée nationale.
Il a été réélu au second tour des élections législatives de 2007.
Le 6 décembre 2011, Jean Roatta est élu député européen.

## Carrière

### Mandats
- 16 juin 2002 - 19 juin 2007: Député[5].
- 17 juin 2007 - 6 décembre 2011: Député[6].
- 6 décembre 2011 - 25 mai 2014: Député européen[7],[8],[9].
- mars 2008-juillet 2020 : adjoint au maire de Marseille[10],[11],[12].

### Résultats électoraux
| Candidat                          | Candidat                  | Parti                      | Premier tour | Premier tour | Second tour | Second tour |  |
| Candidat                          | Candidat                  | Parti                      | Voix         | %            | Voix        | %           |  |
| --------------------------------- | ------------------------- | -------------------------- | ------------ | ------------ | ----------- | ----------- |  |
|                                   | Jean Roatta sortant réélu | UMP                        | 10 758       | 40,76        | 12 548      | 50,50       |  |
|                                   | Patrick Mennucci          | PS                         | 7 732        | 29,30        | 12 300      | 49,50       |  |
|                                   | Miloud Boualem            | UDF–MoDem                  | 1 935        | 7,33         |             |             |  |
|                                   | Jackie Blanc              | FN                         | 1 691        | 6,41         |             |             |  |
|                                   | Jean-Paul Israël          | PCF                        | 1 087        | 4,12         |             |             |  |
|                                   | Emmanuel Arvois           | Extrême gauche (LCR)       | 864          | 3,27         |             |             |  |
|                                   | Marianne Moukomel-Clarté  | Les Verts                  | 849          | 3,22         |             |             |  |
|                                   | Josette Mercier           | Divers écologiste (LT-LNÉ) | 368          | 1,39         |             |             |  |
|                                   | Alain Persia              | Divers droite (UDR)        | 323          | 1,22         |             |             |  |
|                                   | Roland Lombardi           | MPF                        | 262          | 0,99         |             |             |  |
|                                   | Isabelle Bonnet           | Extrême gauche (LO)        | 181          | 0,69         |             |             |  |
|                                   | Roland Dicchi             | Extrême droite (MNR)       | 135          | 0,51         |             |             |  |
|                                   | Daniel Youssoufian        | Divers (LFA)               | 115          | 0,44         |             |             |  |
|                                   | Stéphanie Pothin          | Divers droite (DLR)        | 63           | 0,24         |             |             |  |
|                                   | Claire Aymes              | Divers (PRN)               | 28           | 0,11         |             |             |  |
|                                   | Patrick Sinegre           | Divers                     | 1            | 0,00         |             |             |  |
|                                   |                           |                            |              |              |             |             |  |
| Inscrits                          | Inscrits                  | Inscrits                   | 46 659       | 100,00       | 46 648      | 100,00      |  |
| Abstentions                       | Abstentions               | Abstentions                | 19 931       | 42,72        | 20 928      | 44,86       |  |
| Votants                           | Votants                   | Votants                    | 26 728       | 57,28        | 25 720      | 55,14       |  |
| Blancs et nuls                    | Blancs et nuls            | Blancs et nuls             | 336          | 1,26         | 872         | 3,39        |  |
| Exprimés                          | Exprimés                  | Exprimés                   | 26 392       | 98,74        | 24 848      | 96,61       |  |
| Source : Ministère de l'Intérieur |                           |                            |              |              |             |             |  |

| Candidat                                              | Candidat                  | Parti          | Premier tour | Premier tour | Second tour | Second tour |  |
| Candidat                                              | Candidat                  | Parti          | Voix         | %            | Voix        | %           |  |
| ----------------------------------------------------- | ------------------------- | -------------- | ------------ | ------------ | ----------- | ----------- |  |
|                                                       | Jean Roatta élu           | UDF (PR)       | 9 296        | 34,35        | 15 844      | 66,68       |  |
|                                                       | Jean Roussel              | FN             | 6 648        | 24,56        | 7 918       | 33,32       |  |
|                                                       | Philippe Sanmarco sortant | PS (ADFP)      | 4 490        | 16,59        |             |             |  |
|                                                       | Rolande Carrière          | PCF            | 2 326        | 8,59         |             |             |  |
|                                                       | Catherine Lange           | GÉ (EÉ)        | 1 592        | 5,88         |             |             |  |
|                                                       | Maurice Di Nocera         | Divers         | 825          | 3,04         |             |             |  |
|                                                       | Jeanne Manovelli          | LT-LNÉ         | 675          | 2,49         |             |             |  |
|                                                       | Jacques Samuelian         | Divers gauche  | 563          | 2,08         |             |             |  |
|                                                       | Guy Dubost                | LO             | 347          | 1,28         |             |             |  |
|                                                       | Philippe Prieto           | UÉD            | 191          | 0,71         |             |             |  |
|                                                       | Gérard Scavino            | Divers droite  | 110          | 0,40         |             |             |  |
|                                                       |                           |                |              |              |             |             |  |
| Inscrits                                              | Inscrits                  | Inscrits       | 48 704       | 100,00       | 57 704      | 100,00      |  |
| Abstentions                                           | Abstentions               | Abstentions    | 20 785       | 42,68        | 26 450      | 45,84       |  |
| Votants                                               | Votants                   | Votants        | 27 919       | 57,32        | 31 254      | 54,16       |  |
| Blancs et nuls                                        | Blancs et nuls            | Blancs et nuls | 856          | 3,07         | 7 492       | 23,97       |  |
| Exprimés                                              | Exprimés                  | Exprimés       | 27 063       | 96,93        | 23 762      | 76,03       |  |
| Source : Data.gouv et Le Monde des 23 et 30 mars 1993 |                           |                |              |              |             |             |  |

## Distinctions
- Commandeur de l'ordre du Ouissam alaouite (2004)[13].